# 尼尔皮利什
尼尔皮利什，是匈牙利索博尔奇-索特马尔-贝拉格州所辖的一个村。总面积16.34平方公里，总人口836，人口密度51.2人/平方公里（2011年1月1日）。